# Ivar Wærn
Ivar Leonard Amadeus Wærn, född den 18 april 1841 i Hova socken, Skaraborgs län, död den 9 mars 1917 i Göteborg, var en svensk grosshandlare. Han var son till Jonas Wærn. 
Wærn var grosshandlare i Göteborg som delägare i firman L.G. Bratt från 1869 och ledamot i styrelsen för Göteborgs högskola från 1893. Hans arvingar donerade 1917 200 000 kronor till upprättande av en rörlig professur vid Göteborgs högskola. Wærn invaldes som ledamot av Vetenskaps- och Vitterhetssamhället i Göteborg 1902. Han blev riddare av Nordstjärneorden 1897 och kommendör av andra klassen av Vasaorden 1902.